# 姚三讓
姚三讓（1540年—1604年），字崇謙，號益軒，直隸廣平府永年縣人，軍籍，明朝政治人物。

## 生平
萬曆元年（1573年）癸酉科順天鄉試第一百二十一名舉人，二年（1574年）中式甲戌科會試第二百四十三名，三甲第二百三名進士。授祁门县知县，十一年拜山东道监察御史，十三年出按三河鹾，十五年出按陕西，以疾归乡。十九年起补浙江道监察御史，父喪去职。二十四年服阕，入台补河南道监察御史。

## 家族
曾祖姚著；祖父姚陞；父姚儼，母李氏。